# Lieja-Bastoña-Lieja 2002
La Lieja-Bastoña-Lieja 2002 fue la 88.ª edición de la clásica ciclista. La carrera se disputó el 21 de abril de 2002, sobre un recorrido de 258 km, y era la cuarta Prueba de la Copa del Mundo de Ciclismo de 2002. El italiano Paolo Bettini (Mapei-Quick Step) fue el ganador por delante de su compañero de equipo Stefano Garzelli, y de Ivan Basso (Fassa Bortolo), segundo y tercero respectivamente.

## Clasificación final
|    | Ciclista             | Equipo            | Tiempo     |
| -- | -------------------- | ----------------- | ---------- |
| 1  | Paolo Bettini        | Mapei-Quick Step  | 6h 39' 44" |
| 2  | Stefano Garzelli     | Mapei-Quick Step  | m. t.      |
| 3  | Ivan Basso           | Fassa Bortolo     | + 15"      |
| 4  | Mirko Celestino      | Saeco             | + 23"      |
| 5  | Massimo Codol        | Lampre-Daikin     | + 28"      |
| 6  | Matthias Kessler     | Team Telekom      | + 35"      |
| 7  | Peter Van Petegem    | Lotto-Adecco      | + 1'03"    |
| 8  | Francesco Casagrande | Fassa Bortolo     | m. t.      |
| 9  | Davide Rebellin      | Team Gerolsteiner | m. t.      |
| 10 | Aleksandr Vinokúrov  | Team Telekom      | m. t.      |